# Francine Masiello
Francine Rose Masiello (* 25. März 1948) ist eine US-amerikanische Romanistin.

## Leben
Masiello erwarb 1968 den B.A. in Spanisch am City College of New York, 1970 den M.A., Spanisch und 1975 den Ph.D., Romanische Sprachen und Literaturen an der University of Michigan. Sie lehrte spanische und vergleichende Literaturwissenschaft an der University of California, Berkeley (Assistant Professor 1977–1983; Associate Professor 1983–1991; Professorin 1991–2017).

## Schriften (Auswahl)
- Lenguaje e ideología. Las escuelas argentinas de vanguardia. Buenos Aires 1986, ISBN 950-506-103-X.
- Between civilization and barbarism. Women, nation, and literary culture in modern Argentina. Lincoln 1992, ISBN 0-8032-3158-X.
  - Entre civilización y barbarie. Mujeres, nación y cultura literaria en la Argentina moderna. Rosario 1997, ISBN 950-845-051-7.
- El arte de la transición. Buenos Aires 2001, ISBN 987-545-030-8.
  - The Art of Transition: Latin American Culture and Neoliberal Crisis. Durham: Duke University Press 2001.
- Dreams and Realities: Selected Fiction of Juana Manuela Gorriti. New York: Oxford University Press 2003.
- El cuerpo de la voz: Poesía, ética, cultura. Buenos Aires-Rosario: Beatriz Viterbo 2013.
- The Senses of Democracy. Perception, Politics, and Culture in Latin America. Austin: University of Texas Press 2018.